# Казка (печера)
Казка (рос. Сказка) — печера в Башкортостані, Росія. Печера горизонтального типу простягання. Загальна протяжність — 1160 м. Глибина печери становить 35 м. Категорія складності проходження ходів печери — 2А. Печера відноситься до Бурзянського підрайону Бєлорецького району Зілаїрської області Центральноуральської спелеологічної провінції.